# 변태 가면 (영화)
《변태 가면》은 2013년 4월 13일에 공개된 일본의 코미디 영화이다.

## 캐스팅
- 시키죠 쿄스케 / 변태가면 - 스즈키 료헤이
- 히메노 아이코 - 시미즈 후미카
- 시키죠 마키 - 카타세 나나
- 오오가네 타마오 - 무로 쓰요시
- 토와타리 - 야스다 켄
- 성실 가면 - 사토 지로
- 시키죠 하리오 - 이케다 나루시
- 형사 - 츠카모토 타카시
- 자살 자원의 남자 - 오카다 요시노리
- 사와야카 가면 - 다이토 슌스케
- 의협심 가면 (모호 가면) - 히라코 유키 (아르코 & 피스)
- 말랐지 가면 - 오미즈 요스케 (러버 걸)
- 와이드 쇼의 캐스터 - 키나미 하루카
- 와이드 쇼의 리포터 - 타카하타 미츠키
- 와이드 쇼의 해설 - 오오이시 고로

## 주제가
주제가
MAN WITH A MISSION〈Emotions〉(CROWN STONES)
삽입곡
ANTHEM〈Blast〉(유니버설 뮤직)